# CPU-Bremse

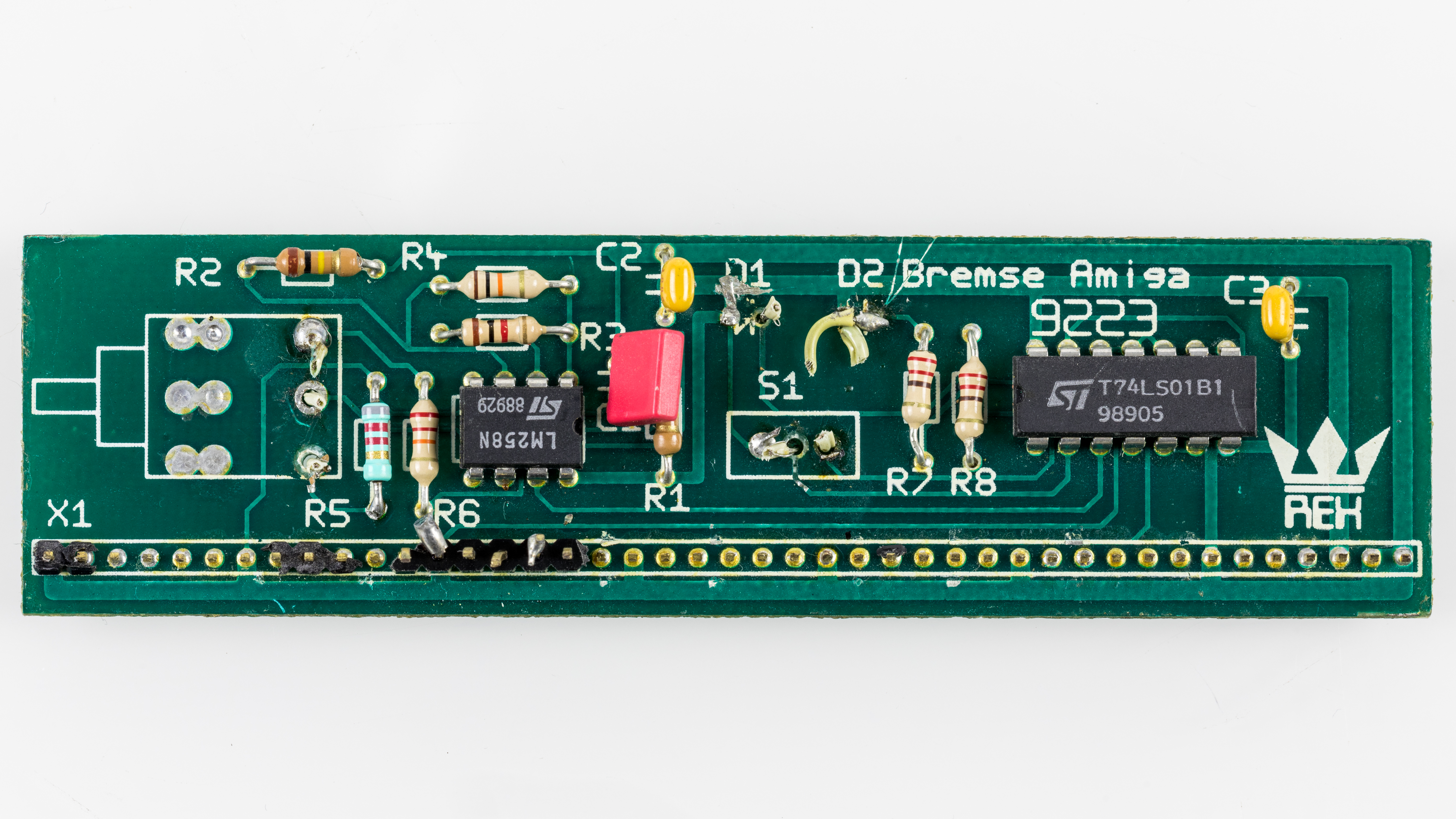
D2 Bremse für Amiga von Rex Datentechnik

Unter dem Begriff CPU-Bremse wurden Cheat-Module für Heimcomputer verkauft, deren Aufgabe es war, die Geschwindigkeit der CPU zu drosseln. Der Zweck war, Computerspiele langsamer ablaufen zu lassen, damit sie einfacher zu spielen wären.
Da bei vielen Heimcomputern (C64, Amiga) allerdings die Software mit der Bilddarstellung synchronisiert war, d. h. die Berechnung eines Bildinhaltes innerhalb einer Bildperiode (z. B. 50 Hz) fertig sein musste, führte das Drosseln der CPU-Leistung dazu, dass Bildberechnung und -darstellung aus dem Tritt kamen, was zu starkem Ruckeln der Anzeige führte. Der Spieler erkaufte sich die Vereinfachung des Spiels mit einer deutlich schlechteren Spielbarkeit.
Technisch funktioniert eine CPU-Bremse wie folgt: Eine Schaltung erzeugt ein PWM-Signal mit fester Frequenz. Über ein Potentiometer wird der Duty Cycle des Signals eingestellt. Das Signal wird dann auf den HALT-Pin der CPU geführt. Wenn das HALT-Signal aktiv ist, wird die CPU angehalten. Bei 50 % Duty Cycle ist die CPU also nur noch die halbe Zeit aktiv.